# 駒場町 (足利市)
駒場町（こまばちょう）は栃木県足利市の地名。足利市の東部の一区域で、富田地区に属する。郵便番号は329-4217。

## 地理
栃木県の南部で、足利市の富田地区中央部に位置している。北部には足利市立富田中学校があり、南部は住宅が多く、足利市立富田小学校とJR両毛線富田駅がある。西隣の迫間町との境付近には足利三名所のひとつ、栗田美術館がある。北は西場町、東は寺岡町、南は多田木町と隣接する。

### 河川
- 出流川

## 世帯数と人口
2021年（令和3年）12月1日現在の世帯数と人口は以下の通りである。
| 町丁   | 世帯数  | 人口  |
| ------ | ------- | ----- |
| 駒場町 | 365世帯 | 848人 |

## 小・中学校の学区
市立小・中学校に通う場合、学区は以下の通りとなる。
| 番地 | 小学校             | 中学校             |
| ---- | ------------------ | ------------------ |
| 全域 | 足利市立富田小学校 | 足利市立富田中学校 |

## 交通

### 鉄道
- JR東日本両毛線富田駅

### バス
足利市生活路線バス ■富田線40系統
岡崎山 - 富田駅 - 足利病院 - 毛野新町中央児童公園 - アシコタウンあしかが - JR足利駅 - 東武足利市駅 - アピタ

### 道路
- 栃木県道175号山形寺岡線
- 犬伏街道

## 施設
- 足利市立富田小学校
- 足利市立富田中学校
- 足利市 富田公民館
- 三柱神社
- 曹洞宗 東陽院 - 東陽院のクロマツ（市指定天然記念物）がある
- 駒場町開発34号公園
- 駒場町開発47号公園